# أغورة

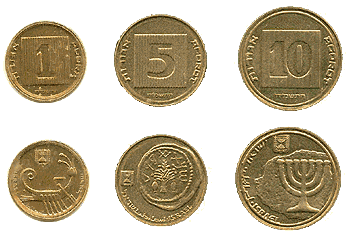
الفئات 1 و5 و10 أغورات.

أغورة وتجمع أغورات (بالعبرية: אגורה وتجمع אגורות) هي الفئة الأصغر من العملة الإسرائيلية حيث ينقسم الشيكل الجديد إلى مائة أغورة. يشير اسم أغورة إلى ثلاثة أنواع من العملات المعدنية التي استخدمت في إسرائيل، وقد استخدم هذا الاسم للمرة الأولى في عام 1960. حيث في الفترة 1960–1980 كانت الأغورة الجزء المئوي من الليرة الإسرائيلية. وفي الفترة 1980–1985 كانت الأغورة الجزء المئوي من الشيكل. ومنذ عام 1985–اليوم تعتبر الأغورة الجزء المئوي للشيكل الجديد.
في 1 أبريل 1991 قرر بنك إسرائيل إيقاف تداول الأغورة بسبب تكاليف إنتاجها التي تجاوزت قيمتها إلى حد كبير. وفي 1 يناير 2008 تم إيقاف تداول فئة خمسة أغورات للسبب نفسه. اليوم يتم التداول بفئة عشرة أغورات و50 أغورة فقط؛ المتمثلة بالقطعة المعدنية نصف شيكل جديد.

## وجه العملة
شمعدان مينوراه، شعار الدولة، وإسرائيل الكبرى، وكلمة «إسرائيل» بالعبرية، وبالإنجليزية، وبالعربية.